# Salvador Agra
Salvador Agra (Vila do Conde, 11 de noviembre de 1991) es un futbolista portugués que juega de centrocampista en el Leixões S. C. de la Segunda División de Portugal.

## Carrera
Comenzó su carrera deportiva en las categorías inferiores del Varzim S. C. a la edad de 13 años, debutando con el primer equipo en 2010. Pronto se ganaría la titularidad con el club de Póvoa de Varzim, siendo un referente en ataque y disputando en su totalidad todos los partidos restantes en la Segunda División de Portugal, aunque sin poder salvar al equipo del descenso.
Firmó por el S. C. Olhanense de Algarve el 8 de julio de 2011, firmando un contrato de tres años y debutando en la Primeira Liga el 13 de agosto del mismo año, jugando 15 minutos en un empate 1–1 ante el Sporting de Lisboa.
A finales de enero de 2012 es fichado por el Real Betis Balompié de la primera división de España por 300 000 €, aunque sería transferido una vez que concluyese su temporada con el Olhanense. Agra disputaría un total de 14 encuentros con el club bético, anotando un tanto en la derrota por 2-4 ante el Atlético de Madrid en el estadio Benito Villamarín. Sería cedido en los años siguientes al A. C. Siena, S. C. Braga y Académica de Coimbra.
El 28 de junio de 2015 finalizó su contrato con el Real Betis y firmó por cuatro años por el C. D. Nacional portugués. El 1 de julio de 2017, después del descenso del club madeirense, se unió a las filas del vigente campeón de la Primeira Liga, el S. L. Benfica. Pasaría su primer año en condición de préstamo en el C. D. Aves y el Granada C. F. de la Segunda División española.
Para la temporada 2018-19, se unió al Cádiz C. F. en un préstamo de un año. Retornaría a Lisboa para finalmente partir al Legia de Varsovia de la Ekstraklasa polaca en el mercado de invierno. Tras una escasa participación dentro del Legia, rescindió su contrato con la entidad polaca el 7 de mayo de 2020. Tras la experiencia polaca regresó al fútbol portugués para jugar en el C. D. Tondela. Después de descender de categoría con este equipo y al acabar su contrato, firmó por dos años con el Boavista F. C. Finalmente estuvo tres y en julio de 2025 se unió al Leixões S. C.

## Selección nacional
Salvador Agra fue convocado un total de quince ocasiones por las categorías inferiores de la selección de fútbol de Portugal, incluyendo ocho para la selección sub-21. Su debut tuvo lugar el 5 de septiembre de 2011, saliendo al terreno de juego en los 12 minutos finales de un partido amistoso frente a Francia que finalizaría en 1–0.